# Campionat d'Europa d'atletisme de 1958
El Campionat d'Europa d'atletisme de 1958 fou la sisena edició del Campionat d'Europa d'atletisme organitzat sota la supervisió de l'Associació Europea d'Atletisme. La competició es dugué a terme entre els dies 19 i 24 d'agost de 1958 a l'Estadi Olímpic d'Estocolm (Suècia).

## Nacions participants
Hi participaren un total de 629 atletes de 26 nacions diferents, tres atletes més de la base de dades oficials dels Jocs.
| - Alemanya (76) - Àustria (15) - Bèlgica (13) - Bulgària (8) - Dinamarca (9) - Espanya (7) - Finlàndia (29) - França (38) - Grècia (14) | - Hongria (22) - Islàndia (9) - Irlanda (4) - Itàlia (35) - Iugoslàvia (23) - Noruega (25) - Països Baixos (21) - Polònia (49) - Portugal (1) | - Regne Unit (55) - Malta (1) - Romania (7) - Suècia (48) - Suïssa (23) - Turquia (5) - Txecoslovàquia (24) - Unió Soviètica (68) |

## Medallistes

### Categoria masculina
| Event                   | Or                                                                        | Or           | Plata                                                                        | Plata     | Bronze                                                                         | Bronze    |
| 100 metres              | Armin Hary (RFA)                                                          | 10.3 CR      | Manfred Germar (RFA)                                                         | 10.4      | Peter Radford (GBR)                                                            | 10.4      |
| 200 metres              | Manfred Germar (RFA)                                                      | 21.0         | David Segal (GBR)                                                            | 21.3      | Jocelyn Delecour (FRA)                                                         | 21.3      |
| 400 metres              | John Wrighton (GBR)                                                       | 46.3 CR      | John Salisbury (GBR)                                                         | 46.5      | Karl-Friedrich Haas (RFA)                                                      | 47.0      |
| 800 metres              | Michael Rawson (GBR)                                                      | 1:47.8       | Audun Boysen (NOR)                                                           | 1:47.9    | Paul Schmidt (RFA)                                                             | 1:47.9    |
| 1500 metres             | Brian Hewson (GBR)                                                        | 3:41.9 CR    | Dan Waern (SWE)                                                              | 3:42.1    | Ron Delany (IRL)                                                               | 3:42.3    |
| 5000 metres             | Zdzisław Krzyszkowiak (POL)                                               | 13:53.4 CR   | Kazimierz Zimny (POL)                                                        | 13:55.2   | Gordon Pirie (GBR)                                                             | 14:01.6   |
| 10.000 metres           | Zdzisław Krzyszkowiak (POL)                                               | 28:56.0 CR   | Yevgeni Zhukov (URS)                                                         | 28:58.6   | Nikolay Pudov (URS)                                                            | 29:02.2   |
| 110 m. tanques          | Martin Lauer (RFA)                                                        | 13.7 CR      | Stanko Lorger (YUG)                                                          | 14.1      | Anatoli Mikhàilov (URS)                                                        | 14.4      |
| 400 m. tanques          | Yuriy Lituyev (URS)                                                       | 51.1         | Per-Ove Trollsås (SWE)                                                       | 51.6      | Bruno Galliker (SUI)                                                           | 51.8      |
| 3.000 m. obstacles      | Jerzy Chromik (POL)                                                       | 8:38.2 CR    | Semyon Rzhishchin (URS)                                                      | 8:38.8    | Hans Huneke (RFA)                                                              | 8:43.6    |
| relleus 4x100 m. llisos | RFAWalter Mahlendorf · Armin Hary · Heinz Fütterer · Manfred Germar       | 40.2 CR      | Regne UnitPeter Radford · Roy Sandstrom · David Segal · Adrian Breacker      | 40.2      | Unió SovièticaBoris Tokarev · Edvin Ozolin · Yuriy Konovalov · Leonid Bartenev | 40.2      |
| relleus 4x400 m. llisos | Regne UnitEdward Sampson · John MacIsaac · John Wrighton · John Salisbury | 3:07.9 CR    | RFACarl Kaufmann · Manfred Poerschke · Johannes Kaiser · Karl-Friedrich Haas | 3:08.2    | SuèciaNils Holmberg · Hans Lindgren · Lennart Johnsson · Alf Petersson         | 3:10.7    |
| Marató                  | Sergei Popov (URS)                                                        | 2:15:17.0 CR | Ivan Filin (URS)                                                             | 2:20:50.6 | Frederick Norris (GBR)                                                         | 2:21:15.0 |
| 20 km. marxa            | Stan Vickers (GBR)                                                        | 1:33:09.0 CR | Leonid Spirin (URS)                                                          | 1:35:04.2 | Lennart Back (SWE)                                                             | 1:35:22.2 |
| 50 km. marxa            | Yevgeniy Maskinskov (URS)                                                 | 4:18:42.0 CR | Abdon Pamich (ITA)                                                           | 4:19:58.6 | Max Weber (RDA)                                                                | 4:20:31.8 |
| Salt d'alçada           | Rickard Dahl (SWE)                                                        | 2.12 m CR    | Jiří Lanský (CZE)                                                            | 2.10 m    | Stig Pettersson (SWE)                                                          | 2.10 m    |
| Salt amb perxa          | Eeles Landström (FIN)                                                     | 4.50 m CR    | Manfred Preussger (RFA)                                                      | 4.50 m    | Vladimir Bulatov (URS)                                                         | 4.50 m    |
| Salt de llargada        | Íhor Ter-Ovanessian (URS)                                                 | 7.81 m CR    | Kazimierz Kropidłowski (POL)                                                 | 7.67 m    | Henryk Grabowski (POL)                                                         | 7.51 m    |
| Triple salt             | Józef Schmidt (POL)                                                       | 16.43 m CR   | Oleg Ryakhovskiy (URS)                                                       | 16.02 m   | Vilhjálmur Einarsson (ISL)                                                     | 16.00 m   |
| Llançament de pes       | Arthur Rowe (GBR)                                                         | 17.78 m CR   | Víktor Lipsnis (URS)                                                         | 17.47 m   | Jiří Skobla (CZE)                                                              | 17.12 m   |
| Llançament de disc      | Edmund Piątkowski (POL)                                                   | 53.92 m CR   | Todor Artarski (BUL)                                                         | 53.82 m   | Vladimir Trusenyev (URS)                                                       | 53.74 m   |
| Llançament de javelina  | Janusz Sidło (POL)                                                        | 80.16 m CR   | Egil Danielsen (NOR)                                                         | 78.27 m   | Gergely Kulcsár (HUN)                                                          | 75.25 m   |
| Llançament de martell   | Tadeusz Rut (POL)                                                         | 64.78 m CR   | Mikhail Krivonosov (URS)                                                     | 63.78 m   | Gyula Zsivótzky (HUN)                                                          | 63.68 m   |
| Decatló                 | Vasili Kuznetsov (URS)                                                    | 7865 pts CR  | Uno Palu (URS)                                                               | 7329 pts  | Walter Meier (RDA)                                                             | 7249 pts  |

## Medaller
| Posició | País           | Or | Plata | Bronze | Total |
| 1       | Unió Soviètica | 11 | 15    | 9      | 35    |
| 2       | Polònia        | 8  | 2     | 2      | 12    |
| 3       | Regne Unit     | 7  | 5     | 5      | 17    |
| 4       | RFA            | 6  | 3     | 6      | 15    |
| 5       | Suècia         | 1  | 2     | 3      | 6     |
| 6       | Txecoslovàquia | 1  | 2     | 1      | 4     |
| 7       | Finlàndia      | 1  | 0     | 0      | 1     |
| 7       | Romania        | 1  | 0     | 0      | 1     |
| 9       | RDA            | 0  | 2     | 4      | 6     |
| 10      | Noruega        | 0  | 2     | 0      | 2     |
| 11      | Bulgària       | 0  | 1     | 0      | 1     |
| 11      | Iugoslàvia     | 0  | 1     | 0      | 1     |
| 11      | Itàlia         | 0  | 1     | 0      | 1     |
| 14      | Hongria        | 0  | 0     | 2      | 2     |
| 15      | França         | 0  | 0     | 1      | 1     |
| 15      | Islàndia       | 0  | 0     | 1      | 1     |
| 15      | Suïssa         | 0  | 0     | 1      | 1     |
| 15      | Irlanda        | 0  | 0     | 1      | 1     |